# Bernard Fauconnier (écrivain)
Pour les articles homonymes, voir Fauconnier.
Bernard Fauconnier est un romancier, essayiste, critique littéraire au Magazine Littéraire, et chroniqueur à Témoignage Chrétien. 

## Biographie
Né à Paris, où il passe les premières années de sa vie, il fait ensuite des études de lettres à Grenoble, à Aix-en-Provence et à Paris, où il prépare l’agrégation à la Sorbonne. Il publie ses premiers textes dans la revue Minuit. Il enseigne la littérature et l'histoire de l'art à Londres, à Bordeaux, en Vendée et dans le sud de la France, tout en publiant des livres, en écrivant des pièces pour la radio, et en collaborant à des journaux et revues comme critique littéraire et chroniqueur. 
Une adaptation théâtrale de son roman L'Étre et le Géant est en préparation, mise en scène par Daniel Benoin. 

## Œuvres
- L’Être et le Géant, roman, 1989, Éditions R. Deforges, réédition 2000 Éditions des Syrtes, 2021, Éditions Feed back.
- Moyen exil, roman, 1991, Éditions R. Deforges.
- L'incendie de la Sainte Victoire, roman, 1995, Éditions Grasset. Rééditions, "Motifs" 2020.
- La bêtise en son jardin, sotie, 1995, Éditions Titanic.
- Kairos, roman, Éditions Grasset, 1997.
- Esprits de famille, roman, Éditions Grasset, 2003.
- Cézanne, biographie, 2006, Éditions Gallimard.
- Beethoven, biographie, 2010, Éditions Gallimard.
- Flaubert, biographie, 2012, Éditions Gallimard.
- Jack London, biographie, 2014, Éditions Gallimard.
- Un silence, roman, 2016, Éditions Pierre-Guillaume de Roux.
- Platon, biographie, 2019, Éditions Gallimard.